# (38412) 1999 RX210
1999 RX210 (asteroide 38412) é um asteroide da cintura principal. Possui uma excentricidade de 0.05771600 e uma inclinação de 11.96543º.
Este asteroide foi descoberto no dia 8 de setembro de 1999 por LINEAR em Socorro.